# Angel Gospodov (slika)
Angel Gospodov (francosko: L'Angélus) je oljna slika francoskega slikarja Jean-Françoisa Milleta, dokončana med letoma 1857 in 1859.
Slika prikazuje dva kmeta, ki se klanjata na polju nad košem krompirja in izgovarjata molitve Angel Gospodov, ki skupaj z zvonjenjem zvona s cerkve na obzorju označuje konec dela.
Milletu jo je naročil ameriški slikar in zbiratelj umetnosti Thomas Gold Appleton, ki je ni nikoli prišel iskat. Slika je danes znana po tem, da je cena umetniškega dela Barbizonske šole v poznem 19. stoletju dosegla rekordne zneske.

## Zgodovina
Millet je dejal: »Ideja za sliko Angel Gospodov se mi je porodila, ko sem se spomnil, da me je moja babica, ko smo med delom na njivah zaslišali cerkveni zvon, vedno prisilila, da sem govoril 'Angel Gospodov' molitev za uboge.« Dokončana med letoma 1857 in 1859, je oljna slika na platnu. Ko Appleton ni uspel prevzeti slike, je Millet dodal zvonec in prvotni naslov dela, Molitev za pridelek krompirja, spremenil v Angel Gospodov.
Upodobljena sta dva kmeta med pobiranjem krompirja v Barbizonu, s pogledom na cerkveni stolp v Chailly-en-Bière. Ob njunih nogah je majhen koš s krompirjem, okoli njiju pa voziček in vile. Navedene so bile različne interpretacije razmerja med obema kmetoma, na primer tovariša pri delu, mož in žena kot par ali (kot je razlagal Gambetta) kmet in služkinja. Prodajni katalog iz leta 1889 ju je preprosto opisal kot »mlad kmet in njegova spremljevalka«. Millet je sliko prodal po prodaji Paberkovalk na Salonu leta 1857. Približno polovica velikosti mu je prinesla manj kot polovico zneska, za katerega so prodali Paberkovalke. Angel Gospodov je bil na koncu prikazan leto pred Milletovo smrtjo v Bruslju leta 1874, kjer ga je zelo občudoval Léon Gambetta.
Mnogo pozneje je Salvador Dalí v svoji šoli videl tisk te slike in vztrajal, da gre za pogrebni prizor, ne za molitveni obred in da je par predstavljen v molitvi in žalovanju nad svojim mrtvim dojenčkom. Čeprav je bil to nepriljubljen pogled, je Louvre na njegovo vztrajanje rentgeniziral sliko, ki je pokazala majhno pobarvano geometrijsko obliko, ki je presenetljivo podobna krsti iz košare. Zdi se, da je Millet prvotno naslikal pokop - morda podeželsko različico Courbetove znamenite slike Pogreb v Ornansu (1850) -, vendar jo je nato spremenil v molitev Angel Gospodov, skupaj z vidnim cerkvenim zvonikom.

## Komentarji
Na začetku je bila slika interpretirana kot politična izjava, Millet pa je bil videti kot socialist solidaren z delavci. Medtem ko slika izraža globok občutek verske vdanosti in je postala ena najpogosteje reproduciranih verskih slik 19. stoletja, z odtisi, ki jih ima na tisoče pobožnih gospodinj po Franciji, jo je Millet naslikal iz občutka nostalgije, ne pa iz kakšnega močnega religioznega občutka. Karine Huguenaud pravi: »Vendar na sliki ni nobenega religioznega sporočila: Millet se je preprosto ukvarjal s prikazom obrednega trenutka meditacije, ki se odvija, ko prihaja mrak.«  Leta 1864 jo je belgijski minister Jules Van Praët zamenjal za Milletovo Pastir in njegova čreda (Bergère avec son troupeau) in suho komentiral: »Kaj naj rečem? Jasno je, da je mojstrovina, a ko se srečujete s tema dvema kmetoma, katerih delo motijo z molitvijo, vsi mislijo, da lahko slišijo zvonjenje bližnjega cerkvenega zvona, na koncu pa je nenehno zvonjenje postalo naporno.«

## Poreklo
Slika je sprožila nalet domoljubne gorečnosti, ko jo je leta 1889 poskusil kupiti Louvre, leta 1932 pa jo je poškodoval norec.
V zvezi z Musée d'Orsay je poreklo dela naslednji; čeprav nekateri dogodki manjkajo, kot je na primer razstava v Bruslju iz leta 1874 :
- 1860 - v lasti belgijskega krajinskega slikarja Victorja de Papeleua, ki jo je kupil za 1000 frankov [6];
- 1860 - last Alfreda Stevensa, ki je plačal 2500 fr .;
- 1860 - last Julesa Van Praëta, Bruselj;
- 1864 - Paul Tesse jo je dobil tako, da ga je Millet zamenjal za La Grande bergère (Pastirica in čreda);
- 1865 - last Emila Gaveta iz Pariza;
- do leta 1881, zbirka John Waterloo Wilson, avenija Hoche, Pariz; njegova prodaja v hotelu Drouot, 16. marca 1881 [7];
- 16. marca 1881 je Eugène Secrétan, francoski zbiratelj umetnosti in industrialec bakra, ki je daroval baker za Kip svobode, proti M. Dofœrju, za 168.000 fr., s honorarji;
- razprodaja Secrétana (63), 1. julija 1889, galerija Sedelmeyer, Pariz - razpisna vojna med Louvrom (Antonin Proust) in Ameriškim umetniškim združenjem; James F. Sutton poviša prodajno ceno na 553.000 frankov;
- 1889–1890, zbirka Ameriško umetniško združenje, New York; prodaja 1890 pariškemu zbiralcu in filantropu, Hipolytu Françoisu Alfredu Chauchardu (1821–1909), za 750.000 fr;
- 1890–1909, zbirka Alfred Chauchard;
- 1909: Chauchardsovo leta 1906 daruje francoski državi; uradno sprejeta 15. januarja 1910 v stalno zbirko musée du Louvre, Pariz;
- 1986 - prenesena v stalno zbirko musée d'Orsay, Pariz

## Zapuščina
Mesec dni po prodaji Secretanu so prodali Paberkovalke za 300.000 frankov, nasprotje med dražbenimi cenami Milletovih slik na umetniškem trgu in vrednostjo Milletove zapuščine za preživetje njegove družino pa je privedlo do droit de suit (francosko za 'pravica do preferenc'), francoski zakon, ki umetnikom ali njihovim dedičem omogoča odškodnino, ko so umetnine prodane.
Podobe Angela Gospodovega z molitvami kmetov so bile priljubljena sentimentalna verska tema 19. stoletja. Generacijo pozneje ima Salvador Dalí na steni svoje otroške šole njegovo reprodukcijo in trdi, da ga je slika prestrašila. Čutil je, da je košara izgledala kot otrokova krsta, ženska pa je bila videti kot molivka. Navdihnila ga je za ustvarjanje paranoično kritičnih slik Arhitekturni Angel Gospodov od Milleta in Gala in Milletov Angel Gospodov, pred predhodnim prihodom stožčastih anamorfoz leta 1933. Temu je dve leti pozneje sledil podoben par slik, ki so vključevale delno reprodukcijo Milletovega Angela Gospodovega, imenovanega Galov Angel Gospodov in Arheološko spominjanje Milletovega Angela Gospodov. Leta 1938 je izdal knjigo Le Mythe tragique de l'Angélus de Millet.
Čisto pred kratkim, jeseni 2018, Gil Baillie  trdi, da Angel Gospodov vključuje občutljivost zakramenta, zaradi česar so bile reprodukcije slike še posebej priljubljene v zahodni Evropi skozi velik del preostalega 19. stoletja. Vključil je zgodbo, ki ponazarja vlogo domišljije v privlačnosti slike: »Ko je njegov vseživljenjski prijatelj in agent Alfred Sensier prvič videl sliko na Milletovem slikarskem stojalu, je umetnika vprašal: No, kaj misliš o tem? To je Angel Gospodov, je priznal Sensier, na kar je Millet odgovoril: Ali slišite zvonove?« Baillie, ki priznava učinek Angela Gospodovega na Dalijevo umetnost, nakazuje, da je reakcija slednjega umetnika manifestacija zakramentalnega pomena slike.